# Pineapple Express
Pineapple Express (bra: Segurando as Pontas; prt: Alta Pedrada) é um filme estadunidense de 2008, dirigido por David Gordon Green com roteiro de Seth Rogen e Evan Goldberg. 

## Sinopse
O filme conta a história de Dale Denton (Seth Rogen) e seu fornecedor Saul Silver (James Franco), e começa quando Dale visita Saul para comprar maconha, mais especificamente um novo tipo, chamado Pineapple Express. Dale presencia um assassinato cometido por uma policial desonesta (Rosie Perez) e o chefe do tráfico mais perigoso da cidade (Gary Cole), ele entra em pânico e deixa sua "vela" de Pineapple Express na cena do crime. Agora o mais perigoso traficante da cidade está atrás da única testemunha do crime, além de Saul, única pessoa para quem vendeu a rara "Pineapple Express". 

## Produção
A inspiração para fazer "Pineapple Express", segundo o produtor Judd Apatow, foi o personagem de Brad Pitt em "True Romance", um maconheiro chamado Floyd. Apatow "achou que seria engraçado fazer um filme em que você segue esse personagem saindo de seu apartamento e o vê sendo perseguido por bandidos". Segundo Rogen, o orçamento de produção ideal era de $40 milhões, mas devido ao tema do filme - "porque é um filme sobre maconha", como ele descreveu - a Sony Pictures alocou $25 milhões. 
David Gordon Green se encontrou com Apatow, Rogen e Goldberg no set de "Knocked Up" e mais tarde no set de "Superbad" para discutir o projeto. Green citou "The Blues Brothers", "Meia-Noite", "Operação Resgate", "A Gangue do Grude" e "Loucos de Dar Nó" como fontes de inspiração e influência na direção do filme. Um aspecto particular do filme que foi quase universalmente elogiado é a cinematografia; Rogen até brincou no comentário que "até mesmo pessoas que odeiam o filme admitem que ele é bem filmado".
Rogen originalmente ia interpretar Saul, mas Apatow sugeriu que Franco desempenhasse o papel em seu lugar. Após uma leitura de mesa, Rogen concordou, escalando-se assim para o papel de Dale Denton.
Seth Rogen conversou com o músico Huey Lewis sobre escrever e interpretar a música tema do filme em novembro de 2007.
O filme inspirou o nome de uma cepa de cannabis real chamada Pineapple Express.

## Sequencia cancelada
Devido ao sucesso financeiro do filme e sua base de fãs cult, Rogen, Goldberg e Apatow estavam interessados em produzir um segundo filme. O projeto no entanto nunca se concretizou.
No filme de comédia "É o Fim", dirigido por Seth Rogen e Evan Goldberg, foi feita uma sátira entre os personagens principais (que no caso eram eles mesmos no mundo real), em que James, Seth, Danny, Craig e Jonah Hill fizeram uma sequencia caseira intitulada "Pineapple Express 2: Blood Red". Tal cena veio a público em 1 de abril de 2013, fazendo com que os fãs ficassem animados com uma continuação do primeiro filme, mas se tratava apenas de uma brincadeira para anunciarem o filme citado acima.  De acordo com Rogen e Goldberg, o filme caseiro Pineapple Express 2 em This Is the End retrata o que imaginamos para a sequência real.

## Elenco
- Seth Rogen como Dale Denton
- James Franco como Saul Silver
- Danny McBride como Red
- Kevin Corrigan como Budlofsky
- Craig Robinson como Matheson
- Gary Cole como Ted Jones
- Rosie Perez como Policial Carol Brazier
- Amber Heard como Angie Anderson
- Ed Begley Jr. como Robert Anderson
- Nora Dunn como Shannon Anderson
- Joe Lo Truglio como o Sr. Edwardsen
- Bill Hader como Oficial Miller
- James Remar como General Bratt
- Bobby Lee como Bobby
- Ken Jeong como Ken
- Justin Long como Justin (cenas deletadas)

## Bilheteria
Sony lançou o filme na quarta-feira de 6 de agosto de 2008 com $12,085,679 em vendas de ingressos. No fim de semana que abriu no número dois atrás de The Dark Knight com $23,245,025 para um total de cinco dias de $41,318,736. O filme faturou $87,341,380 domesticamente com um total mundial de $101,549,277.

## Trilha sonora
A trilha sonora de cinema original para o filme foi lançado em 5 de agosto de 2008. Embora destaque no trailer do filme, a canção "Paper Planes" de M.I.A. não é usado no filme ou na trilha sonora. Após o lançamento do trailer, "Paper Planes" ganhou airplay massivo, entrando no Top 5 na Billboard Hot 100. Também destaque no filme, mas ausente do álbum da trilha sonora são músicos e produtores de Grace Jones Sly and Robbie que fizeram o cover de Johnny Cash "Ring of Fire", o primeiro dos quais podem ser encontrados em sua compilação de 1998 Private Life: The Compass Point Sessions.
1. "Pineapple Express" por Huey Lewis and the News (4:27)
2. "Electric Avenue" por Eddy Grant (3:48)
3. "Dr. Greenthumb" por Cypress Hill (3:08)
4. "Lost at Birth" por Public Enemy (3:33)
5. "Poison" por Bell Biv DeVoe (4:20)
6. "Wanted Dread and Alive" por Peter Tosh (4:22)
7. "Don't Look Around" por Mountain (3:44)
8. "Pineapple Chase (aka The Reprise of the Phoenix)" por Graeme Revell (3:03)
9. "Bird's Lament" por Moondog & The London Saxophonic (2:02)
10. "Coconut Girl" por Brother Noland (3:36)
11. "Hi'ilawe" por Arthur Lyman (1:09)
12. "Time Will Tell" por Bob Marley (3:31)
13. "Tha Crossroads" por Bone Thugs-n-Harmony (3:45)
14. "Pineapple Fight (aka The Nemesis Proclaimed)" por Graeme Revell (3:08)
15. "I Didn't Mean to Hurt You" por Spiritualized (5:12)
16. "Woke Up Laughing" por Robert Palmer (3:35)